# Griemiaczka (obwód saratowski)
Griemiaczka (ros. Гремячка) – wieś (sieło) w Rosji, w obwodzie saratowskim, w rejonie nowoburasskim. W 2010 liczyła 502 mieszkańców.